# Filpișu Mare, Mureș
Filpișu Mare este un sat în comuna Breaza din județul Mureș, Transilvania, România.

## Monumente
- Biserica reformată din Filpișu Mare

## Personalități
- David Ioan Roman (1886 - 1959), deputat în Marea Adunare Națională de la Alba Iulia 1918